# El hombre que hablaba de Octavia de Cádiz
El hombre que hablaba de Octavia de Cádiz es la cuarta novela y una de las mayores obras del escritor peruano Alfredo Bryce Echenique, publicada en 1985. Narrada en primera persona por Martin Romaña, el protagonista, es la continuación de La vida exagerada de Martín Romaña, conforma el díptico "Cuadernos de navegación en un sillón Voltaire".

## Argumento
Siguen las andanzas del inefable peruano Martín Romaña, obsesionado con la idea de amor de los héroes de antaño y con una mujer: Octavia de Cádiz, muchacha que tras oír que en la Universidad de Nanterre trabaja un profesor tan taciturno como loco, que en vez de dictar sus clases, las lleva grabadas, rompe con sus pretendientes de París, Milán y Lisboa y se dirige a Nanterre, a convertirse en alumna de Martín Romaña. Surge una gran historia de amor que se convierte en el nuevo objetivo del cuaderno de Martín. Para Bryce Echenique lo cómico es más que un recurso hábilmente explotado, es también una posición vital, es una manera lúdica - pero no superficial o irresponsable - de conocer y mostrarnos la realidad.